# Na rozstaju
Na rozstaju (tytuł oryg. Intersection) – amerykański dramat filmowy z 1994 roku, wyreżyserowany przez Marka Rydella, adaptujący powieść Paula Guimarda. Remake francuskiego filmu Okruchy życia (Les choses de la vie, 1970).

## Zarys fabuły
Od szesnastu lat żoną Vincenta Eastmana jest zimna i wyrachowana Sally. Bohater zdradza małżonkę ze swoją nową miłością, pełną ciepła Olivią. Musi wybrać jedną z nich, niestety, na decyzję dotyczącą tego, która z pań zostanie "tą jedyną", ma wpływ trzecia kobieta w jego życiu − córka Vincenta, Meaghan.

## Obsada
- Richard Gere − Vincent Eastman
- Sharon Stone − Sally Eastman
- Lolita Davidovich − Olivia Marshak
- Martin Landau − Neal
- Jennifer Morrison − Meaghan Eastman

## Produkcja
Zdjęcia do filmu powstawały w okresie od 22 marca do 24 czerwca 1993 roku w Kanadzie. Podczas trzymiesięcznego okresu zdjęciowego lokacje atelierowe objęły między innymi Royal Jubilee Hospital w Victorii oraz North Shore Studios w Vancouver, lwią część materiału zrealizowano jednak w Vancouver.
Budżet filmu do dziś pozostaje nieznany.
Aktorka Sharon Stone, która ostatecznie została obsadzona w głównej roli żeńskiej, wielokrotnie dzwoniła do reżysera Marka Rydella, prosząc go o udział w jego projekcie. Reżyser zaangażował artystkę w produkcję, choć początkowo uważał, że nie pasuje ona do roli "zimnej żony".

## Nagrody i wyróżnienia
- 1995, Razzie Awards:
  - Złota Malina w kategorii najgorsza aktorka (Sharon Stone; także za Specjalistę)

## Box office
| USA | US$ 21,355,893 |